# Evangelische Pfarrkirche Deutsch Jahrndorf

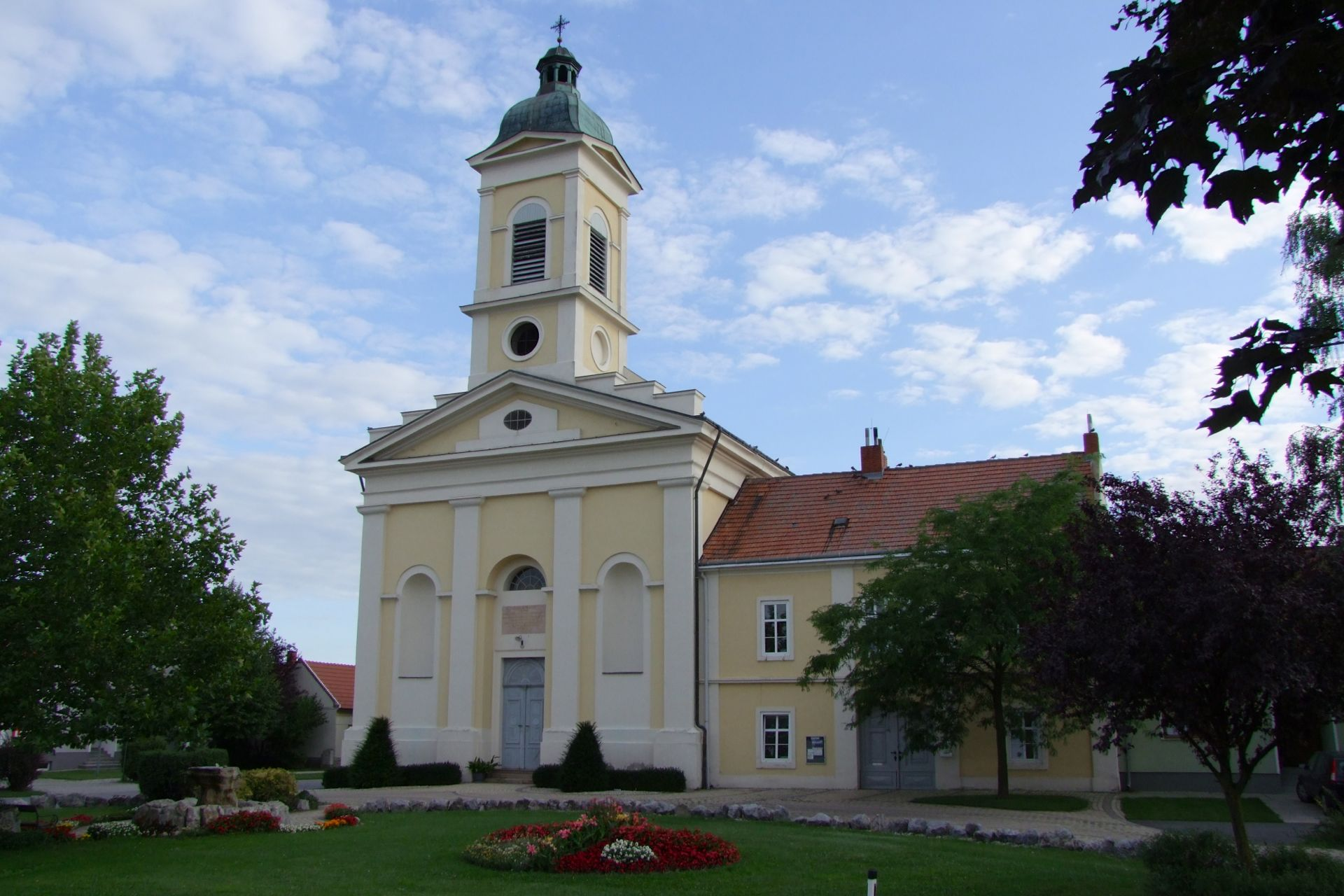
Ev. Pfarrkirche Deutsch Jahrndorf

Die evangelisch-lutherische Pfarrkirche Deutsch Jahrndorf steht im Ortszentrum der Gemeinde Deutsch Jahrndorf (ungarisch: Németjárfalu, slowakisch: Nemecké Jarovce)  im Bezirk Neusiedl am See im Burgenland. Sie gehört zur Superintendentur Burgenland. Sie ist das östlichst gelegene sakrale Gebäude Österreichs und gleichzeitig des deutschen Sprachraumes.

## Geschichte
Baubeginn für diese Pfarrkirche war 1837, 1838 wurde sie geweiht. Sie wurde von Gottfried Brendel aus Pressburg (heute Bratislava) errichtet.

## Architektur und Ausstattung
Die Kirche ist ein Saalbau mit strenger Pilastergliederung. An der Fassade des Ostturmes ist eine Inschrift mit dem Weihejahr 1838. Der Innenraum ist fünfjochig. Darüber ist Tonnengewölbe. Der Kanzelaltar stammt aus der Bauzeit und hat ein schönes Schmiedeeisengitter aus dem Jahr 1795. Die einmanualige Orgel aus 1854 mit 11 Registern stammt von Carl Hesse.